# 阔片乌蕨
阔片乌蕨（学名：Stenoloma biflorum），为陵齿蕨科乌蕨属下的一个种。

## 扩展阅读
維基物種上的相關：阔片乌蕨